# Козаки. Абсолютно брехлива історія
«Козаки. Абсолютно брехлива історія» (робочі назви — «Козаки» та «Абсолютно брехлива історія») — український псевдоісторичний комедійний екшн-серіал про козаків. Сюжет розповідає про козацькі пригоди наприкінці XVI століття, гонитву козаків і московитів за магічним кульчиком, і дружбу й кохання, що розгортаються на цьому тлі. Прем'єра відбулася 17 листопада 2020 року на каналі «ICTV». 26 листопада 2020 року відбулася кінотеатральна прем'єра серіалу. «Козаки. Абсолютно брехлива історія» став першим в історії України серіалом, який показали в кінотеатрах.
Серіал створено за підтримки Уряду України й Міністерства культури й інформаційної політики України.

## Синопсис
Вихований шляхтичем простий селянський хлопець Іван успішно здійснює пограбування московського царя. Іванова мета — украсти коштовності, щоб викупити свою матір із турецького полону. Утім, здійснити план не так просто — адже виявляється, що він поцупив магічну сережку (кульчик), закляту в давнину характерниками, яка є запорукою непереможності московської влади. Івану не вдається її вберегти. Скарб потрапляє на Січ та опиняється у найнедосяжнішому місці — у вусі кошового. В цей час Хортицю лихоманить напередодні виборів кошового отамана, тому козаки ще пильніше, ніж зазвичай, слідкують хто прибуває і відбуває з Січі. Хоча козаки вперше за багато років ні з ким не воюють, цей мир нещирий, московити, поляки, татари й турки плетуть інтриги, щоб завоювати Запорізьку Січ. Аби потрапити на Січ, Іван каже козакам, що хоче стати джурою, але його обіцяють прийняти тільки після випробування. Івану не довіряє курінний Назар. Окрім того, хлопця переслідує жорстокий гончак московського царя й мисливець на людей Федір Орлов, який мусить повернути вкрадене й покарати грабіжника.
Насправді Орлов сам найняв Івана для викрадення, бо теж прагне мати магічний кульчик. Він приїхав на Хортицю й розраховує на допомогу кошового, бо той — корупціонер і потребує грошей для переобрання. Назар закоханий у дівчину з сусіднього села Мар'яну й незлюбив Івана, бо бачив як той поцілував її. В село, де вона живе, турецький посланець Петро привозить зі Стамбула дзвін на дзвіницю й натякає Мар'яні, побачивши в неї на шиї кулон, що вона загублена донька турецького султана.
Аби залишитися на Січі, Іван має стати джурою. Під час випробування він рятує брата Назара — Ігоря. Той не вміє плавати, і приховує це, тому Ігоря проганяють. Хлопець все одно прагне навчитися плавати, але ледве не тоне і його рятує Орлов. Знаючи, що Орлов убив його батька, Ігор все ж не наважується виступити проти нього.
Іван знайомиться з похмурим січовим характерником і дізнається, що той має сонне зілля. Тому Іван потай викрадає зілля та підливає його кошовому, що козаки сприймають за спробу отруєння. Іван лишається на Січі й довідується, що кошовий таємно домовився з Петром підтримати турків у війні проти московського війська, а натомість — отримує гроші на вибори. Також, виявляється, що Мар'яну колись відбили в московитів. Тепер кошовий замислив використати її для шантажу турків. Дівчина випадково чує це та шукає охоронця, щоб їхати на Батьківщину в Туреччину, для чого звертається за допомогою до Івана. Назар знову застає їх разом і ревнує.
Івану, нарешті, вдається витягти кульчик з вуха заснулого кошового, але Назар застає його за цим. Невдовзі Орлов пропонує кошовому ще одну таємну угоду: він із боярами скидають царя, Федір убиває свого батька й сам сідає на трон, а за допомогу в цьому кошового зроблять гетьманом. Кошовий, вірячи в магічну силу кульчика, погоджується. Під час сутички Назара з Орловим саме Іван рятує козака, коли Ігор просто стояв і дивився. Назар уже давно прагне помститися Орловим за смерть батька, та зараз він проти атаки на орловську фортецю, бо тоді козаки повісять Ігоря за зраду. Якщо за тиждень Іван не знайде чогось коштовного, щоб викупити матір, то її продадуть у рабство аж в Індію. Утративши кульчик, але дізнавшись, що Мар'яна — донька султана, він нібито погоджується доправити її до батька, та насправді хоче обміняти дівчину на маму. Власниця шинка Катря — небога кошового. Аби завадити втечі, вона підкидає в кімнату Івана гадюку, та змія кусає Мар'яну, коли ті цілувалися.
Характерник рятує дівчину, та приховує це від Івана, щоб той погодився допомогти викрасти кульчик із замку Орловських. Там вони з'ясовують, що Ігор удавав зрадника, щоб мати змогу помститися за батька. Характерник не збирається повертати кульчика кошовому, а везе його до творців, аби знищити. Кошовий за допомогою козака, якого вигнали з Січі та найманців, підлаштовує удаваний напад поляків на село. А сам постійно вмовляє козаків об'єднатися із турками.
Мар'яна зізнається Назарові, що вона — донька турецького султана, і Назар погоджується відвезти її до батька. Перед нападом удаваних поляків вони саме мали одружитися. Іван здогадується, що «ляхи» — несправжні, і разом із Назаром вони перемагають вигнанця. Молоді сваряться, бо Івась розказав другові, що цілувався із нареченою. Назар вирушає на Січ, щоб викрити кошового у співпраці з бусурманами, але той помирає. Помічник кошового Мелетій звинувачує хлопця у вбивстві, а його мати Оксана і Іван намагаються його врятувати. За це їх трьох хочуть повісити, але повертається характерник і підтверджує, що кошовий помер від «розриву серця». Курінний Тарас, якого Мелетій теж підставляв у попередньому замаху на кошового, тепер хоче стратити характерника. Орлов тим часом прагне повернути кульчик в обмін на Ігоря.
Виявляється, характерник не знищив кульчик, і тепер вимагає за нього врятувати його від страти. Тарас висувається на посаду кошового, а Іван підмовляє друга балотуватися також. Під час двобою Тарас визнає перевагу молодого суперника, і той стає очільником Січі. Мама Назара вдає як нібито за допомогою чарів убиває характерника. Катря із найманцями викрадає Мар'яну, щоб продати її работорговцю. Характерник за послугу віддає кульчик Назарові, а той розповідає всю правду про нього козакам. Ті дозволяють провести обмін на Ігоря.
Отримавши кульчик, Орлов губить його в бою з Іваном і Назаром. Почувши правду про матір друга, кошовий віддає йому кульчик, а потім дізнається, що ця річ не має магічної сили, бо характерники просто вигадали таку легенду для царя. Івась їде до работорговця і бачить, що Мар'яна і Петро теж у полоні. Прибулі козаки допомагають здолати бандитів. Син і мати воз'єднуються, але на заваді стає Орлов. Петро його підстрелює, і московита-зрадника відправляють на суд царю. Пані Оксана і Тарас одружуються. В матері на шиї теж виявляється якийсь кулон, побачивши який Петро звертається до неї, як до поважної особи. Він платить Назарові за виконання нового секретного завдання, до якого також має бути залучений Іван.

## У ролях

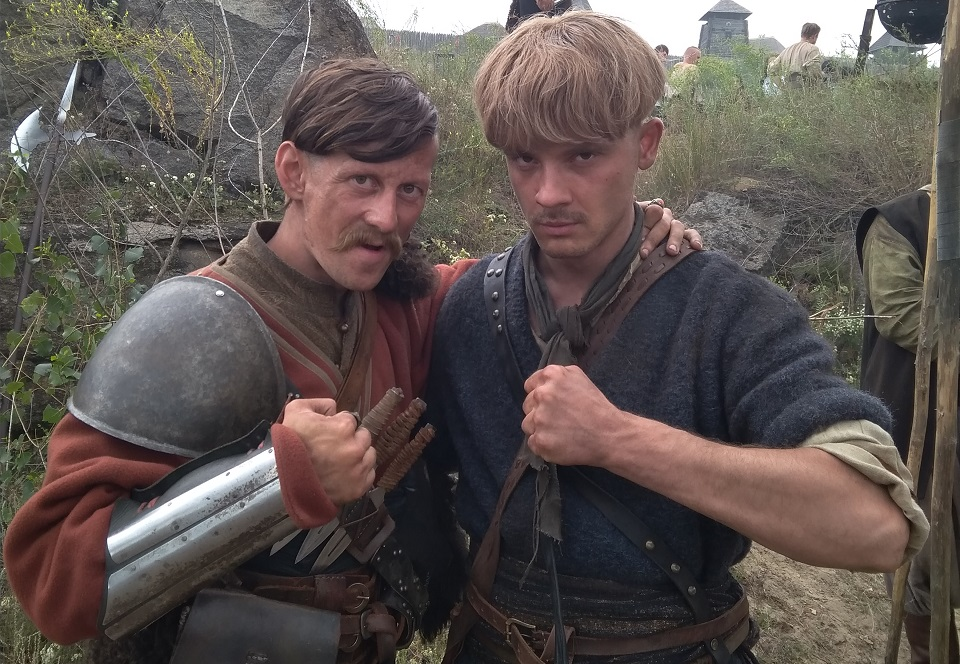
Актори Дмитро Вівчарюк та Олександр Піскунов на зйомках серіалу «Козаки. Абсолютно брехлива історія»

- Юрій Дяк — Іван
- Андрій Ісаєнко — Назар
- Міла Сивацька — Мар'яна
- Тетяна Малкова — Катерина
- Михайло Гаврилов — Федір Орлов
- Остап Ступка — кошовий отаман
- Михайло Кукуюк — Петро
- Лариса Руснак — Оксана
- Ігор Портянко — Мелетій
- Олександр Піскунов — Ігор
- Георгій Делієв — Цар
- Олександр Мельник — Характерник
- Дмитро Вівчарюк — Козак Царко
- Євген Олійник — Козак Красуля
- Олег Волощенко — Тарас
- Андрій Клименков — опричник із засідки
- Олександр Лаптій — Москаль

## Творчий колектив
- Генеральний продюсер — Оксана Іванюк
- Креативний продюсер — Олег Зборовський
- Сценаристи — Олег Зборовський, Оксана Іванюк, Микола Сімонік
- Режисери — Олександр Березань
- Оператор — Сергій Ревуцький
- Художник-постановник — Олександр Батенєв
- Композитор — Микита Моісеєв
- Художник по костюмах — Антоніна Белінська
- Художник по гриму — Ліліана Хома
- Редактор — Ольга Хавжу, Gerry Sanof
- Продюсери ICTV — Анастасія Штейнгауз, Ірина Храновська
- Виконавчий продюсер - Олексій Заржицький

## Перелік серій
Тривалість: 1 серія ~45 хв. (цілком серій: 12 з 12)
- 1 серія: Іван потрапляє в Запорізьку Січ.
- 2 серія: три випробування для Івана.
- 3 серія: Іван став джурою і придумує план
- 4 серія: правда про Мар'яну
- 5 серія: кілька страт для Івана
- 6 серія: сережка потрапила в руки Федора
- 7 серія: Іван вдруге вирушає за сережкою
- 8 серія: ляхи напали на село
- 9 серія: Іван рятує Назара
- 10 серія: вибори в Запорізькій Січі
- 11 серія: Назар готує засідку для Федора
- 12 серія: чи вдасться Іванові визволити матір?

## Виробництво

### Кошторис
У вересні 2018 року кінопроєкт з тодішньою робочою назвою «Козаки» став одним із переможців першого патріотичного добору Мінкультури. Загальний кошторис телесеріалу склав ₴33 624 000,00, а держава профінансувала ₴16 812 000 млн (50 %).

### Фільмування

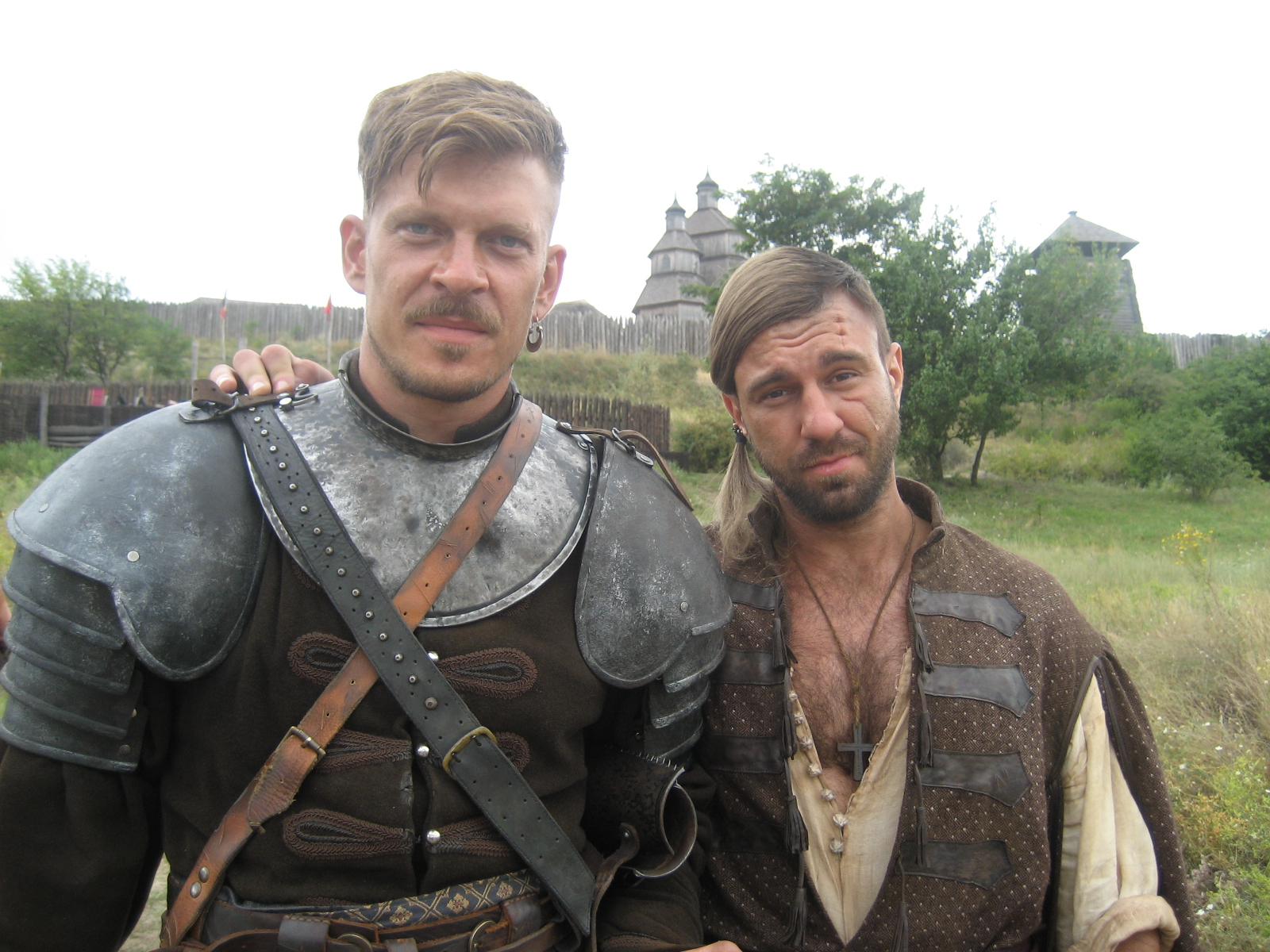
Актори Андрій Ісаєнко та Євген Олійник на зйомках серіалу «Козаки. Абсолютно брехлива історія»

Фільмування серіалу розпочалося у червні й завершилося у грудні 2019 року.
Зйомки проходили на території Національного музею народної архітектури та побуту України в Пирогові. Там відзняли сцени, що відбуваються у селі, яке знаходиться за 20 км від Запорізької Січі.
Засідки і сцени на дорозі між Січчю і селом знімали в Голосіївському лісі. Також проходили зйомки на Київському водосховищі, яке стало для фільму берегом Чорного і Азовського морів. Місяць тривали зйомки на Хортиці в Запоріжжі.
Оскільки до наших днів з часу подій фільму не вціліло жодної справжньої Січі, частину сцен знімали на Хортиці, а частину — у павільйонах у Києві. Хотинська фортеця слугувала локацією для замку Орлових — фамільної резиденції головного антагоніста. Одні з найскладніших зйомок серіалу проходили у Буцькому каньйоні — там відзняли випробування джур. Герої повинні були пройти затоплений кар'єр по хиткій колоді на висоті 5 метрів. Щоб зняти сцени тривалістю хвилин 6 команда працювала 2 дні. У павільйонах зняли інтер'єр корчми, кухні, всіх житлових кімнат та комору характерника, екстер'єр якої зняли на Січі. Також у павільйонах відзняли покої Кошового, інтер'єр зали для засідань і в'язниці замку Орлових.

### Саундтрек
Саундтреки для проєкту написав композитор Микита Моісеєв, а також деякі пісні виконав відомий український фолк-рок-гурт «Kozak System». У серіалі були використані дві пісні Kozak System — «Ми — Боги» і «Шабля». Окрім того, Іван Леньо, Володимир Шерстюк, Олександр Дем'яненко, Сергій Соловій та Сергій Борисенко зіграли артистів місцевого бенду.

## Реліз
Прем'єра відбулася 17 листопада 2020 року на каналі «ICTV».
26 листопада 2020 року відбулася кінотеатральна прем'єра серіалу. «Козаки. Абсолютно брехлива історія» став першим в історії України серіалом, який показали в кінотеатрах.

## Оцінки й відгуки
Серіал зібрав доволі різні відгуки критиків, а середня оцінка загалу на IMDb склала 8,7/10. Перші два епізоди серіалу подивилися понад 2,5 млн глядачів, що стало рекордом для серіалів ICTV.
Такі видання, як «Прочерк», відзначили, що «На те й друга назва серіалу — „Абсолютно брехлива історія“, бо він не претендує на достовірність, а покликаний пробудити інтерес до своєї історії, а заодно — стати „імпортозамінником“ якісних закордонних пригодницьких фільмів — тому цей фільм і прозвали „Піратами Карибського моря по-українськи“».
Андрій Кокотюха відгукнувся, що серіал заповнює поки що практично порожню нішу української масової культури з козацькими історіями. Подібно до радянського українського мультсеріалу «Як козаки…», «Абсолютно брехлива історія» пропонує не історичне, а костюмне зображення козаків; фантастичний, далекий від реальності сюжет з великою кількістю бойових сцен і гумору. Водночас письменник розкритикував те, що серіал наслідує радянську традицію в зображенні козаків, де вони постають посередниками між Україною та Росією, а небезпека з боку Росії надходить не від держави, а від окремих її представників, як-от князя Орлова. Також він зауважив, порівнюючи серіал із франшизою «Пірати Карибського моря»: «Наслідувати голлівудські піратські франшизи в козацьких забавах — не гріх і не злочин. Є інший гріх: переконувати себе та глядачів у тому, що героїчна комедія з казковими елементами, таке собі піратсько-козацьке фентезі — єдино можливий формат популярної культури в Україні».
Згідно з рецензією сайту «Телекритика», «У підсумку, після перегляду фільму, склалося враження, що знімати його мало бути цікавіше, ніж дивитися. Адже вийшло щось дивне: для дитячої казки стрічка не годиться, тому що у ній багато дорослих тем, у той самий час на доросле кіно вона не тягне, оскільки аж надто невибаглива».
Серіал увійшов до Короткого списку нагороди «Золота дзиґа» 2021.